# 徐京植
徐 京植（ソ・キョンシク、서 경식、1951年2月18日 - 2023年12月18日）は、在日朝鮮人作家、文学者。東京経済大学名誉教授。
京都市生まれ。早稲田大学第一文学部卒業（フランス文学専攻）。兄に元立命館大学特任教授の徐勝、人権運動家の徐俊植がいる。4人兄弟の末っ子。

## 来歴
在日朝鮮人の父母のもと、京都市に生まれる。早稲田大学在学中の1971年、二人の兄が留学中のソウルで国家保安法違反容疑で逮捕される（学園浸透スパイ団事件）。すぐさま逮捕の不当性を訴えて母や支援者とともに救援活動を展開。1974年に早稲田大学第一文学部仏文学科を卒業するも、依然兄弟は獄中にあり、自らも大学院進学を諦めて兄の解放と韓国民主化運動のため活動を継続する。この活動中に母を亡くす。
投獄から17年目の1988年に徐俊植が釈放され、1990年には徐勝も釈放。長期にわたる救援活動の経験は、その後の思索と文筆活動へとつながっていく。この頃より都内の大学などで「人権」や「マイノリティ」をテーマとした講義を持っている。2000年、東京経済大学現代法学部助教授に就任。2009年に同教授。後には全学共通教育センター長、図書館長なども務め、2021年に定年退職して名誉教授。
作家としての活動は多岐にわたるが、その原点は兄2人の救出活動の経験と共に、在日朝鮮人としての自身のアイデンティティにあるとされる。自叙伝『子どもの涙 - ある在日朝鮮人の読書遍歴』（1995年）は日本エッセイストクラブ賞を受賞。以後、ディアスポラ（離散者・難民）をめぐる諸問題に多角的考察を試みる著作活動を展開。『プリーモ・レーヴィへの旅』（1999年）にてマルコ・ポーロ賞を受賞。李順愛は「徐京植の思想に決定的に欠落しているのは、冷戦崩壊という不可逆的な転換点への認識である。」とし、徐の在日朝鮮人論は「60年代式の運動論を型どおりになぞっている」と評している。
2004年には高橋哲哉らと季刊の思想雑誌『前夜』を刊行し、呼びかけ人、編集委員をつとめた。2006年より2年間、韓国留学を果たしている。2011年から、韓国の新聞ハンギョレに「没落する日本の様子を報告」する連載『日本通信』を開始した。
韓国でも著作多数が刊行されている。韓国・全南大学が授与する2012年度第6回「後廣（フグァン）金大中学術賞」を受賞した。
2023年12月18日、長野県茅野市の自宅で死去。72歳没。

## 著書

### 単著
- 『長くきびしい道のり：徐兄弟・獄中の生』（影書房、1988年）ISBN　978-4-87714-023-6
  - 『長くきびしい道のり』第2版、影書房、2001年。ISBN　978-4-87714-277-3
- 『皇民化政策から指紋押捺まで：在日朝鮮人の「昭和史」』（岩波書店<岩波ブックレット>、1989年）ISBN　978-4-00-003068-7
- 『私の西洋美術巡礼』（みすず書房、1991年）ISBN　978-4-622-04236-5
- 『「民族」を読む：20世紀のアポリア』（日本エディタースクール出版部、1994年）ISBN 978-4-88888-225-5
- 『子どもの涙：ある在日朝鮮人の読書遍歴』（柏書房、1995年）
  - 『子どもの涙：ある在日朝鮮人の読書遍歴』小学館文庫、1998年。ISBN　978-4-09-402131-8
- 『分断を生きる：「在日」を超えて』（影書房、1997）ISBN　978-4-87714-229-2
- 『新しい普遍性へ：対話集』（影書房、1999年）ISBN　978-4-87714-268-1
- 『プリーモ・レーヴィへの旅』（朝日新聞社、1999年）ISBN　978-4-02-257410-7
  - 『プリーモ・レーヴィへの旅：アウシュヴィッツは終わるのか？』新版、晃洋書房、2014年。ISBN　978-4-7710-2552-3
- 『過ぎ去らない人々：難民の世紀の墓碑銘』（影書房、2001年）ISBN　978-4-87714-276-6
- 『青春の死神：記憶のなかの20世紀絵画』（毎日新聞社、2001年）ISBN　978-4-620-31529-4
- 『半難民の位置から：戦後責任論争と在日朝鮮人』（影書房、2002年）ISBN　978-4-87714-287-2
- 『秤にかけてはならない：日朝問題を考える座標軸』（影書房 2003年）ISBN　978-4-87714-306-0
- 『ディアスポラ紀行：追放された者のまなざし 』（岩波新書、2005年）ISBN　978-4-00-430961-1
- 『夜の時代に語るべきこと：ソウル発「深夜通信」』（毎日新聞社、2007年）ISBN　978-4-620-31840-0
- 『汝の眼を信じよ！：統一ドイツ美術紀行』（みすず書房、2010年）ISBN　978-4-622-07523-3
- 『植民地主義の暴力：「ことばの檻」から：評論集 1』（高文研、2010年）ISBN　978-4-87498-441-3
- 『在日朝鮮人ってどんな人？』（平凡社<中学生の質問箱>、2012年）ISBN　978-4-582-83555-7
- 『私の西洋音楽巡礼』みすず書房、2012年。ISBN　978-4-622-07701-5
- 『フクシマを歩いて：ディアスポラの眼から』毎日新聞社、2012年。ISBN　978-4-620-32128-8
- 『詩の力：「東アジア」近代史の中で：評論集 2』(高文研、2014年)ISBN　978-4-87498-546-5
- 『越境画廊：私の朝鮮美術巡礼』論創社、2015年。ISBN　978-4-8460-1463-6
- 『抵抗する知性のための19講：私を支えた古典』晃洋書房、2016年。ISBN　978-4-7710-2749-7
- 『日本リベラル派の頽落：評論集 3』(高文研、2017年) ISBN　978-4-87498-641-7
- 『子どもの涙：ある在日朝鮮人の読書遍歴』高文研、2019年。ISBN　978-4-87498-680-6
- 『メドゥーサの首：私のイタリア人文紀行』論創社、2020年。ISBN　978-4-8460-1929-7
- 『ウーズ河畔まで：私のイギリス人文紀行』論創社、2021年。ISBN　978-4-8460-2020-0
- 『徐京植：回想と対話』早尾貴紀・李杏理・戸邉秀明編、高文研、2022年。ISBN　978-4-87498-789-6
- 『私のアメリカ人文紀行』みすず書房、2025年。ISBN　978-4-622-09778-5

### 共著
- 『断絶の世紀・証言の時代：戦争の記憶をめぐる対話』高橋哲哉（岩波書店、2000年）ISBN　978-4-00-001290-4
- 『教養の再生のために：危機の時代の想像力（東京経済大学21世紀教養プログラム発足記念講演会）』加藤周一・ノーマ・フィールド（影書房、2005年）ISBN　978-4-87714-327-5
- 『ソウル―ベルリン玉突き書簡：境界線上の対話』多和田葉子（岩波書店、2008年） ISBN　978-4-00-023718-5
- 『フクシマ以後の思想をもとめて：日韓の原発・基地・歴史を歩く』高橋哲哉・韓洪九、（平凡社、2014年）ISBN　978-4-582-70299-6
- 『責任について：日本を問う20年の対話』高橋哲哉（高文研、2018年）ISBN　978-4-87498-657-8
- 『アレクシエーヴィチとの対話：「小さき人々」の声を求めて』 スヴェトラーナ・アレクシエーヴィッチ ・鎌倉英也・沼野恭子（岩波書店、2021年） ISBN　978-4-00-061478-8

### 共編
- 『二〇世紀を生きた朝鮮人：「在日」から考える』林哲・趙景達共編著（大和書房、1999年）ISBN 978-4-479-88030-1
- 『石原都知事「三国人」発言の何が問題なのか』内海愛子・高橋哲哉共編（影書房、2000年）ISBN　978-4-87714-272-8
- 『奪われた野にも春は来るか：鄭周河写真展の記録』高橋哲哉と共編著（高文研、2015年）ISBN　978-4-87498-575-5

### 訳書
- 徐勝・徐俊植『徐兄弟　獄中からの手紙：徐勝、徐俊植の10年』編訳（岩波新書、1981）ISBN　978-4-00-420163-2
- 白楽晴『知恵の時代のために：現代韓国から』李順愛共訳（オリジン出版センター、1991年） ISBN 978-4-7564-0150-2

### 寄稿
- 前田朗編『「慰安婦」問題の現在：「朴裕河現象」と知識人』（三一書房、2016年）
- ダニエル・エルナンデス-サラサール『写真集　グアテマラ：ある天使の記憶』飯島みどり訳・解説、推薦メッセージ：徐京植[9]（影書房、2004年）ISBN 978-4-87714-314-5